# Casa del Veguer Sala i Saçala
La Casa del Veguer Sala i Saçala és una obra amb elements gòtics i barrocs de Vic (Osona) protegida com a Bé Cultural d'Interès Local.

## Descripció
Edifici de planta baixa i dos pisos. Reculat respecte la façana, existeix un altre cos d'edificació.
Una façana plana, ondulada seguint el carrer, les obertures estan distribuïdes sense seguir un ordre. L'únic ritme el marquen els portals de la planta baix. També s'aprecia una intenció compositiva a la part dreta de la façana, remarcant el portal amb quatre finestres barroques i una de gòtica amb la intenció d'unir la façana amb el cos de l'edifici existent a la dreta, que sembla posterior.
La barbacana presenta la morfologia antiga, amb una mènsula cada 3 o 4 metres i una volada d'uns 40 metres.
Murs antics de pedra a la planta baixa i pedra aparellada en el mur del cantó esquerre. També hi ha pedra picada emmarcant i vestint les quatre obertures gòtiques i les set barroques. Les columnetes de les finestres gòtiques són de pedra calcària numolítica.
La barbacana és de fusta.

## Història
L'edifici, en el seu aspecte actual, és degut a diverses intervencions al llarg dels segles. S'aprecien quatre èpoques diferents:
- els murs de la planta baixa que, amb la seva fàbrica de pedra, denoten temps molt antics i contenen també elements arquitectònics d'èpoques passades
- els dos finestrals gòtics del segle xv a la façana de la planta noble
- diverses obertures amb la llinda barroca del segle XVIII
- una remodelació del conjunt que, segons hem trobat a l'arxiu municipal, va realitzar a l'any 1945 el constructor Bernat Callís.
Aquesta casa fou del Veguer Sala i Saçala, l'heroi vigatà contra les invasions franceses a la Plana de Vic, a les darreries del segle xviii (Junyent, 1980, pàg. 383)
Al parlar del segle xv també diu: l'abundància de constructors, de picapedrers i d'escultors d'origen francès que es nota en les obres d'aquesta època...explica la renovació efectuada en molts edificis de particulars, per als quals s'entallaren les gracioses finestres partides per columnetes amb els respectius capitells (Junyent, 1980, pàg. 152).